# 尼尼微之战
尼尼微之战是602年-628年的拜占庭-萨珊战争中的决定性战役。拜占庭的胜利导致之后萨珊波斯的内战，并且恢复自己在中东地区原有的领土。然而，帝国权力和威望的恢复并没有持续很久，接下来的数十年间，崛起于阿拉伯半岛的哈里发国家再次将帝国推向毁灭的边缘。

## 背景
当莫里斯皇帝被篡位者福卡斯谋杀后，万王之王霍斯劳二世以为恩人报仇为借口向拜占庭宣战。虽然波斯人在战争的第一阶段取得了巨大的胜利，他们征服了黎凡特、埃及甚至安纳托利亚的大部分，希拉克略皇帝的反击最终导致了波斯人的崩溃。希拉克略发动的战役打破了战略平衡，迫使波斯人转向防守并且使得拜占庭重新获得优势。波斯人与阿瓦尔人结盟，并企图攻占君士坦丁堡，但是他们在城下被击败。
当君士坦丁堡围城战进行时，希拉克略与西突厥汗國结成了同盟，他赠送给西突厥首领——统叶护可汗大量珍贵的礼物，并且承诺将他唯一的女兒——優多西婭·歐皮菲尼婭公主（紫衣貴族）许配给他 。作为回报，在626年，这些高加索的突厥人派出了四万大军进入波斯帝国劫掠和破坏，并引起了第三次突厥-波斯戰爭 。拜占庭和突厥联军准备围攻第比利斯。

## 入侵美索不达米亚
在627年9月中旬，希拉克略留下统叶护可汗的军队继续围攻第比利斯，而他自己亲率大军攻入波斯的心脏地带。这时，他指挥着25000-50000人的军队和4万突厥盟军。然而，因为气候恶劣的冬季来临，这些突厥人很快离开了希拉克略。希拉克略被拉扎德的12000人的军队跟踪 ，但他设法摆脱了拉扎德并攻入了波斯帝国的心脏——美索不达米亚。希拉克略通过掠夺在乡间获得了食物和战马的饲料，留给尾随的拉扎德部队一片被洗劫一空的地区，以至于拉扎德无法获得补给，这给拉扎德的军队造成了损害。627年12月1日，希拉克略渡过大扎布河，并在旧亚述王国首都尼尼微的废墟附近扎营。这是一次从南向北的进军，并不在南进的路线上。然而，这一动作避免了落入波斯人的埋伏并被击败的结局。拉扎德则从另一方向逼近尼尼微。这时，3000名波斯援军正在赶来的消息迫使希拉克略迅速行动起来。他率军渡过底格里斯河，做出准备撤离波斯的假象。

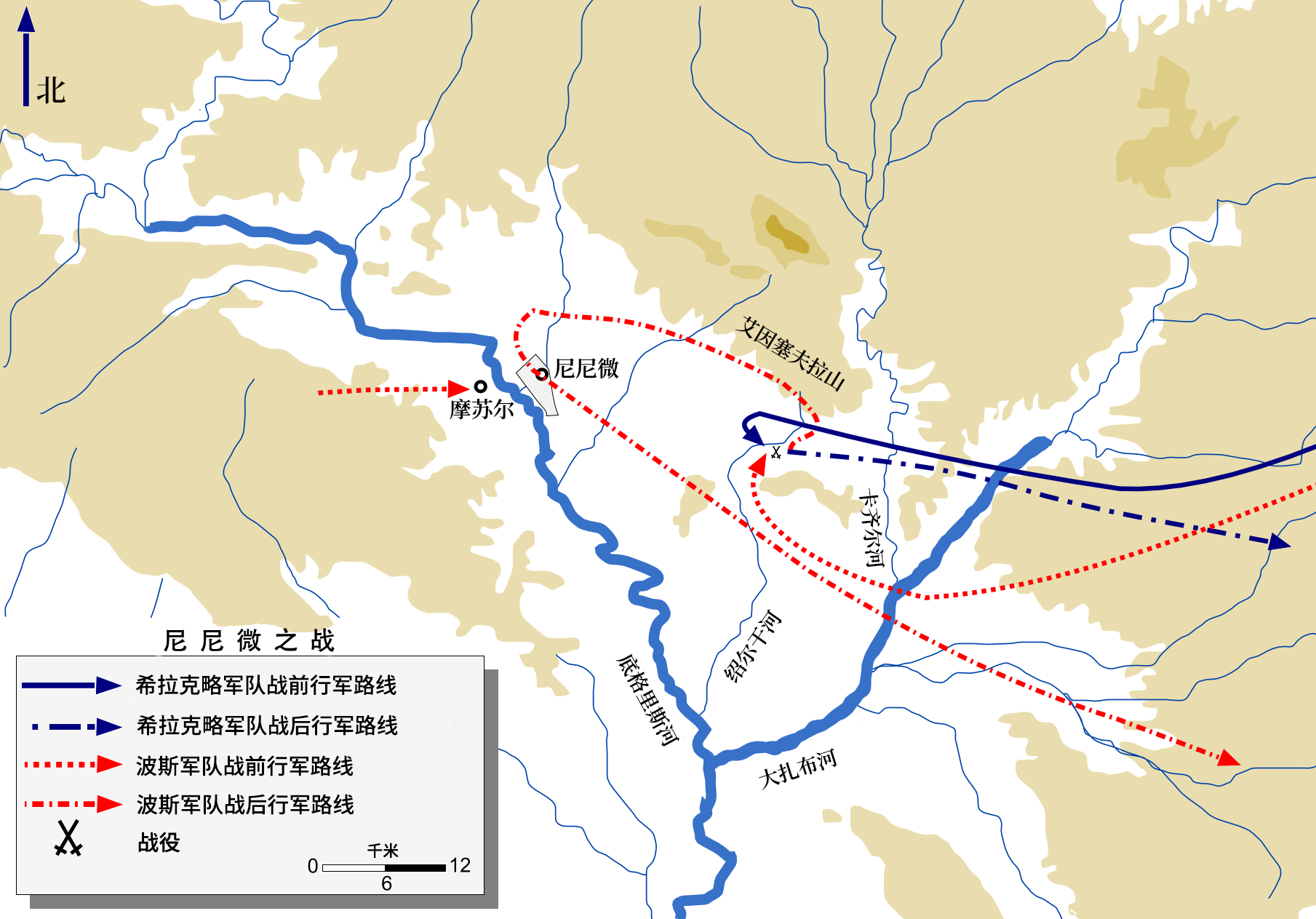
尼尼微之战路线图

## 战场
希拉克略在大扎布河以西，距离尼尼微废墟一定距离的地方发现了一片平原。这使得拜占庭军队得以发挥他们在长枪和近身格斗上的优势。而且，浓雾影响了波斯弓箭手的视野，使得拜占庭军队可以以很小的损失顶着波斯人的箭雨发起冲锋。沃特·凯吉认为这场战役发生在卡拉姆雷斯河附近。

## 战役过程
拉扎德将他的军队分成三部分，然后发动了进攻。希拉克略佯装撤退，吸引波斯军队来到平原，并出乎他们意料的发动了反击。在8小时的战斗后，波斯军队突然撤到附近的山脚下，虽然这并不是一场溃败，但是此时已经有6000波斯人阵亡了。
尼基弗鲁斯的《简史》中写到，拉扎德向希拉克略挑战，要求决斗。希拉克略接受了挑战，并轻松的将其一击刺于马下；另外两名波斯将领发起挑战，也被希拉克略击败。无论如何，拉扎德在这场战役中阵亡。而那3000名波斯援军抵达时波斯人大势已去。

## 影响

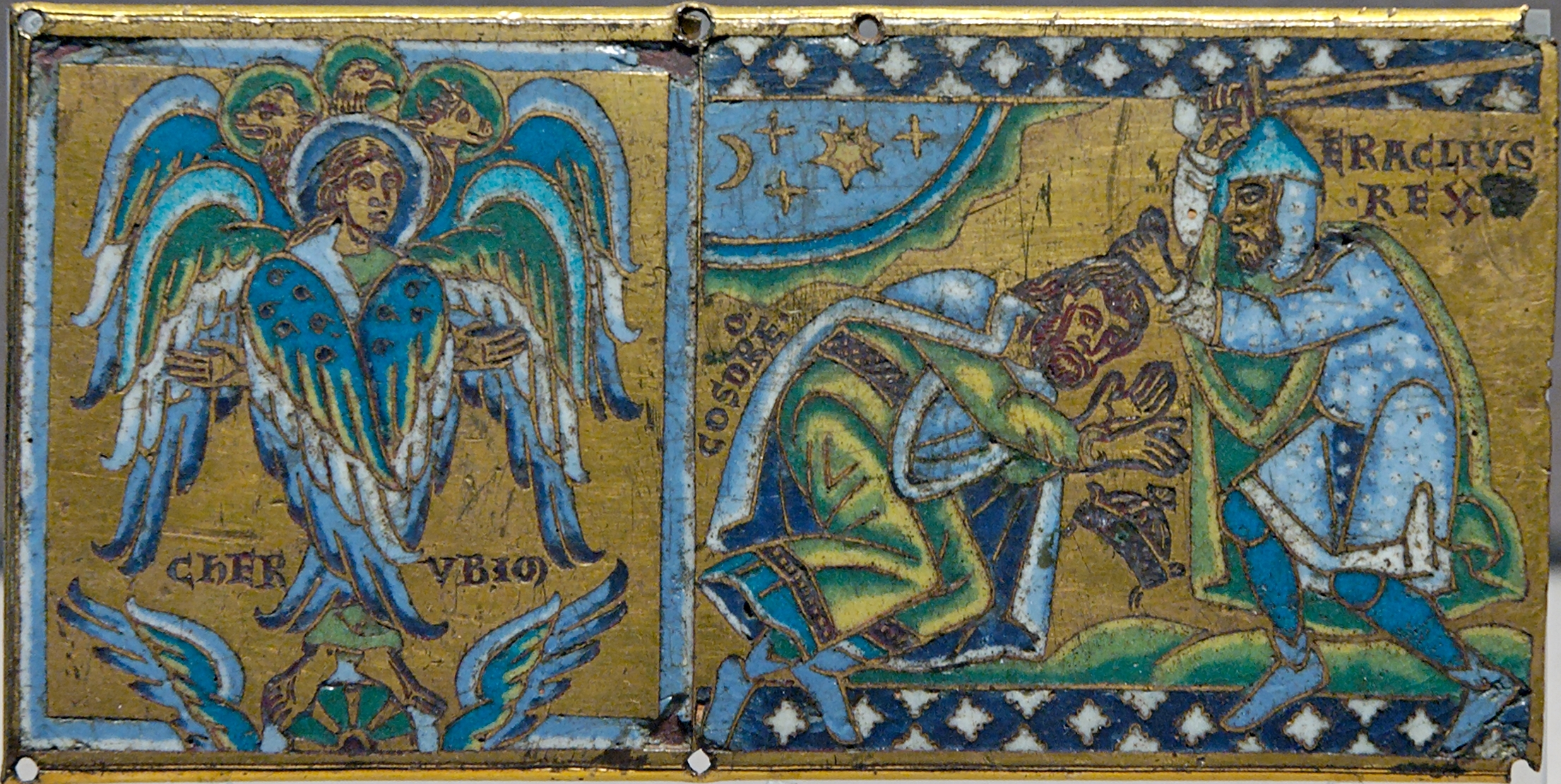

尼尼微之战不是一场彻底的胜利，因为拜占庭人没能占领波斯营地。然而，这次重大的胜利已经足够摧毁波斯人的抵抗。再也没有一支波斯军队能阻止希拉克略的胜利大进军，他洗劫达斯塔格德——霍斯劳二世的宫殿所在，收获巨大的财富并收回历年战争中被波斯夺走的300吨黄金。霍斯劳二世已经提前逃到埃兰的群山之中，并试图重整力量保卫泰西封 。希拉克略暂时无法攻击泰西封，因为纳拉万河上的桥梁倒塌。
然而波斯军队背叛并推翻霍斯劳二世，拥立他的儿子卡瓦德·西罗埃为万王之王。霍斯劳二世在地牢中忍受5天饥饿后死亡，他在第五天被用弓箭缓慢的射死。卡瓦德立刻向希拉克略求和。希拉克略没有乘机摧毁波斯，因为他知道自己的帝国也已經精疲力竭。在和约中，拜占庭收回所有被占领的土地，所有被俘的士兵。并且获得一大笔战争赔款。最重要的是，他们迎回真十字架和所有614年在耶路撒冷被夺走的圣物。这场战役最终为罗马--波斯战争划上句号。

## 註腳
1. 1 2 3  Kaegi 2003，第158–159頁
2. 1 2 3 4  Kaegi 2003，第167頁
3. ↑  Kaegi 2003，第143頁
4. ↑  Norwich 1997，第92頁
5. ↑  Kaegi 2003，第144頁
6. ↑  Kaegi 2003，第159頁
7. 1 2  Kaegi 2003，第160頁
8. 1 2  Kaegi 2003，第161頁
9. ↑  Kaegi 2003，第162頁
10. ↑  Kaegi 2003，第163頁
11. ↑  Kaegi 2003，第161–162頁
12. 1 2  Norwich 1997，第93頁
13. ↑  Kaegi 2003，第163頁
14. ↑  Kaegi 2003，第169頁
15. ↑  Kaegi 2003，第170頁
16. ↑  Kaegi 2003，第168頁
17. ↑  Kaegi 2003，第173頁
18. ↑  Oman 1893，第211頁
19. 1 2  Norwich 1997，第94頁
20. ↑  Oman 1893，第212頁